# Daniel Berger
Daniel Berger (Plantation, 7 april 1993) is een Amerikaanse golfer, die op de Amerikaanse PGA Tour speelt.

## Biografie
Daniel groeide op in Jupiter (Florida) en studeerde twee jaar aan de Florida State University. Hij speelde geen college-golf maar werd wel opgenomen in het team van de Palmer Cup die hij in 2013 ook winnen. Hij werd in 2013 professional. Hij kwalificeerde zich voor de Web.com Tour en behaalde in 2014 de 2de plaats in de Stonebrae Classic. Hierdoor eindigde hij op de 15de plaats van de ranking en promoveerde hij eind 2014 naar de Amerikaanse PGA Tour.
In 2015 eindigde hij op de 2de plaats bij de Honda Classic, nadat hij de play-off van Padraig Harrington verloor. Nadien stond hij in de top-100 van de wereldranglijst (OWGR). Er volgden nog vier top-10 plaatsen en nadat hij in september ook tweede werd bij het BMW Championship, stond hij zeven weken in de top-50. Hij won de Rookie of the Year Award. Begin april 2016 stond hij nummer 59 op de OWGR en mocht hij de Masters spelen. In juni 2016 won hij ook zijn eerste toernooi dankzij winst op de FedEx St. Jude Classic. In 2017 won hij dit toernooi opnieuw. Op de US Open van 2018 eindigde Berger op de 6e plaats, zijn beste resultaat op een major.

## Overwinningen
Teams
- Palmer Cup: 2013

Amerikaanse PGA Tour
- 2016: FedEx St. Jude Classic
- 2017: FedEx St. Jude Classic

## De majors
| Toernooi           | 2014 | 2015 | 2016 | 2017 | 2018 |
| ------------------ | ---- | ---- | ---- | ---- | ---- |
| Masters Tournament | =    | =    | T10  | T27  | T32  |
| US Open            | T28  | =    | T37  | CUT  | T6   |
| Brits Open         | =    | MC   | -    | T27  | CUT  |
| PGA Championship   | =    | MC   | T73  | CUT  | T12  |